# Лумор Агбеньєну
Лумор Агбеньєну (англ. Lumor Agbenyenu, нар. 15 серпня 1996, Аккра) — ганський футболіст, захисник португальського клубу  «Аріс» (Салоніки).
Виступав, зокрема, за клуби «Портімоненсі», «Спортінг» та «Мальорка», а також національну збірну Гани.
Чемпіон Португалії.

## Клубна кар'єра
Народився 15 серпня 1996 року в місті Аккра. Вихованець юнацької команди місцевого клубу «Вассамен Юнайтед», після якого 2014 року потрапив в академію «Порту», з молодіжною командою якого грав у Юнацькій лізі УЄФА, дійшовши до чвертьфіналу.
Втім контракт з «Порту» гравець так і не підписав і 2015 року став гравцем іншого португальського клубу «Портімоненсі», в якому провів півтора сезони, взявши участь у 53 матчах другого дивізіоні країни. Більшість часу, проведеного у складі «Портімоненсі», був основним гравцем захисту команди.
26 січня 2017 року Лумор перейшов до кінця сезону в оренду в клуб Другої Бундесліги «Мюнхен 1860», за який зіграв 16 матчів чемпіонату і забив два голи, втім не зумів врятувати команду від вильоту в третю лігу. Повернувшись влітку у «Портімоненсі», яке без Агбеньєну вийшло до вищого дивізіону, ганець дебютував у Прімейрі, зігравши до кінця січня 2018 року 17 матчів.
31 січня 2018 року перейшов у «Спортінг», з яким у першому ж сезоні виграв Кубок португальської ліги. 
Протягом першої половини 2019 року захищав кольори турецького «Гезтепе» на правах оренди.
Влітку 2019 року був ореднований клубом «Мальорка», у складі якого провів наступний рік своєї кар'єри гравця. Граючи у складі «Мальорки» здебільшого виходив на поле в основному складі команди.
До складу клубу «Спортінг» після оренд повернувся влітку 2020 року. 

## Виступи за збірну
11 червня 2017 року дебютував в офіційних іграх у складі національної збірної Гани в рамках відбіркового матчу на Кубок африканських націй 2019 року проти Ефіопії (5:0).
У складі збірної був учасником Кубка африканських націй 2019 року в Єгипті.
| Дата       | Місто         | Господарі         | Результат               | Гості      | Турнір                                     | Голи | Примітки |
| ---------- | ------------- | ----------------- | ----------------------- | ---------- | ------------------------------------------ | ---- | -------- |
| 11-6-2017  | Кумасі        | Гана              | 5 – 0                   | Ефіопія    | Відбір до Кубка африканських націй 2019    | -    |          |
| 28-6-2017  | Х'юстон       | Мексика           | 1 – 0                   | Гана       | товариський матч                           | -    |          |
| 1-7-2017   | Іст-Ратерфорд | США               | 2 – 1                   | Гана       | товариський матч                           | -    |          |
| 5-9-2017   | Браззавіль    | Республіка Конго  | 1 – 5                   | Гана       | Відбір до ЧС 2018                          | -    | 63' 68'  |
| 7-10-2017  | Кампала       | Уганда            | 0 – 0                   | Гана       | Відбір до ЧС 2018                          | -    |          |
| 10-10-2017 | Джидда        | Саудівська Аравія | 0 – 3                   | Гана       | товариський матч                           | -    |          |
| 12-11-2017 | Кумасі        | Гана              | 1 – 1                   | Єгипет     | Відбір до ЧС 2018                          | -    |          |
| 30-5-2018  | Йокогама      | Японія            | 0 – 2                   | Гана       | товариський матч                           | -    |          |
| 7-6-2018   | Рейк'явік     | Ісландія          | 2 – 2                   | Гана       | товариський матч                           | -    |          |
| 18-11-2018 | Аддис-Абеба   | Ефіопія           | 0 – 2                   | Гана       | Відбір до Кубка африканських націй 2019    | -    | 85'      |
| 23-3-2019  | Аккра         | Гана              | 1 – 0                   | Кенія      | Відбір до Кубка африканських націй 2019    | -    |          |
| 26-3-2019  | Аккра         | Гана              | 3 – 1                   | Мавританія | Відбір до Кубка африканських націй 2019    | -    |          |
| 9-6-2019   | Аккра         | Гана              | 0 – 1                   | Намібія    | товариський матч                           | -    | 46'      |
| 15-6-2019  | Дубай         | Гана              | 0 – 0                   | ПАР        | товариський матч                           | -    | 73'      |
| 25-6-2019  | Ісмаїлія      | Гана              | 2 – 2                   | Бенін      | Кубок африканських націй 2019 - 1-й етап   | -    |          |
| 8-7-2019   | Ісмаїлія      | Гана              | 1 – 1 д.ч. (4 – 5 п.п.) | Туніс      | Кубок африканських націй 2019 - 1/8 фіналу | -    | 116'     |
| Усього     |               | Матчів            | 16                      |            | Голів                                      | 0    |          |